# Brunelliaceae
Brunelliaceae is een botanische naam, voor een familie van tweezaadlobbige planten. Een familie onder deze naam wordt vrij regelmatig erkend door systemen voor plantentaxonomie, en zo ook door het APG II-systeem (2003).
De familie bestaat dan uit één geslacht, Brunellia, van houtige planten in de Nieuwe Wereld. Het APG-systeem (1998) erkende deze familie niet en plaatste dit genus in de familie Cunoniaceae.
In het Cronquist-systeem (1981) wordt deze familie geplaatst in de orde Rosales; dit is dezelfde plaatsing als in het Wettstein-systeem (1935).